# مارتفو
مارتفو (به مجاری:  Martfű) یک منطقهٔ مسکونی در مجارستان است که در ناحیه سولنوک واقع شده‌است. مارتفو ۲۳٫۰۸ کیلومتر مربع مساحت و ۶٬۲۳۷ نفر جمعیت دارد.